# Soyécourt
Soyécourt est une commune française située dans le département de la Somme, en région Hauts-de-France.

## Géographie

### Localisation
Soyécourt est un village rural picard du Santerre, situé à environ 37 km à l'est d'Amiens et à 37 km à l'ouest de Saint-Quentin.

#### Communes limitrophes
|                         | Fay             |                      |
| Foucaucourt-en-Santerre | Soyécourt       | Estrées-Deniécourt   |
|                         | Vermandovillers | Ablaincourt-Pressoir |

### Nature du sol et du sous-sol
Le territoire de Soyécourt est entièrement situé sur la plateau du Santerre de formation tertiaire. Le sol perméable est composé de limon qui lui donne sa fertilité naturelle. Le sous-sol crayeux est parcouru de quelques bancs de silex.

### Relief, paysage, végétation
Le relief de la commune est celui d'un plateau calcaire assez uniforme.
La végétation « naturelle » est semblable à celle des autres communes du Santerre. Elle se singularise cependant par la présence d'un massif boisé conséquent situé au nord de la commune, nommé bois de Soyécourt ; de part et d'autre de la route d'Amiens à Saint-Quentin, il est dénommé bois des Champs et bois de Fay. Le massif boisé se prolonge sur la commune d'Estrées-Deniécourt et prend alors le nom de bois d'Estrées (Cf. carte I.G.N. au 25000e). Le bois de Soyécourt fut un lieu de retranchement pour les Allemands et le théâtre de violents combats pendant la bataille de la Somme en 1916. Il fut appelé par les Poilus, le bois des Satyres.
En bordure du hameau de Wallieux, un bosquet dénommé bois de Wallieux vient compléter l'ensemble arboré de la commune.

### Hydrographie
La commune est située dans le bassin Artois-Picardie. Elle n'est drainée par aucun cours d'eau.
Cependant, M. Horquin, instituteur à Soyécourt en 1899, signale qu'il existait autrefois un ruisseau appelé le Grand Manoir qui prenant source à la ferme de Lihu (commune de Lihons) traversait le bois à Fames (commune de Vermandovillers), Soyécourt et son hameau de Wallieux. Ce ruisseau a aujourd'hui disparu.
Conséquence de violents orages d'été, de nos jours, des coulées de boue sont assez fréquentes notamment entre Wallieux et Soyécourt au point le plus bas (sans doute à l'emplacement de l'ancien lit du ruisseau).

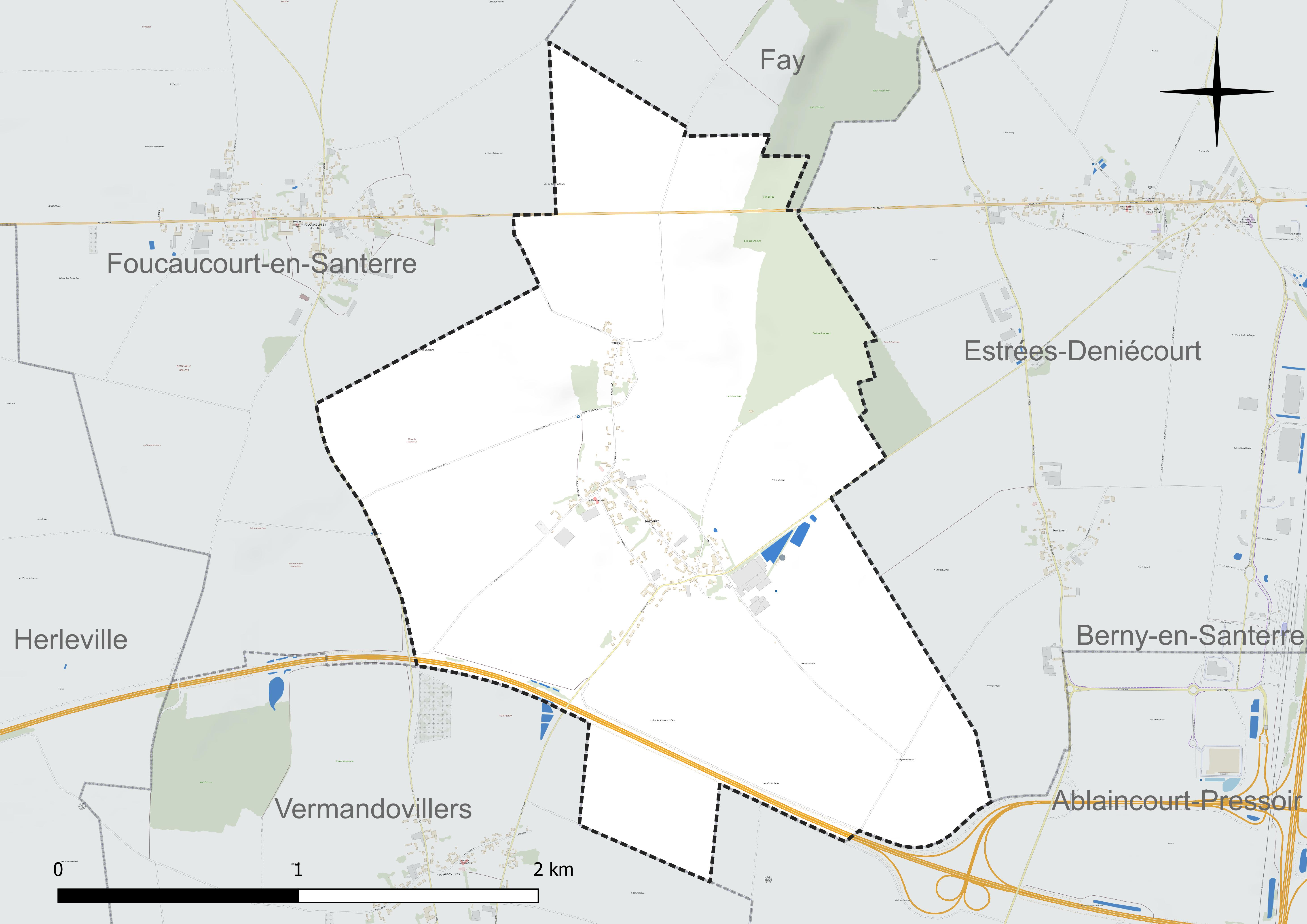
Réseau hydrographique de Soyécourt.

### Climat
Pour des articles plus généraux, voir Climat des Hauts-de-France et Climat de la Somme.
En 2010, le climat de la commune est de type climat océanique dégradé des plaines du Centre et du Nord, selon une étude du CNRS s'appuyant sur une série de données couvrant la période 1971-2000. En 2020, Météo-France publie une typologie des climats de la France métropolitaine dans laquelle la commune est exposée à un climat océanique et est dans la région climatique Nord-est du bassin Parisien, caractérisée par un ensoleillement médiocre, une pluviométrie moyenne régulièrement répartie au cours de l'année et un hiver froid (3 °C).
Pour la période 1971-2000, la température annuelle moyenne est de 10,3 °C, avec une amplitude thermique annuelle de 14,5 °C. Le cumul annuel moyen de précipitations est de 698 mm, avec 11,4 jours de précipitations en janvier et 8,8 jours en juillet. Pour la période 1991-2020, la température moyenne annuelle observée sur la station météorologique la plus proche, située sur la commune de Rouvroy-en-Santerre à 12 km à vol d'oiseau, est de 10,8 °C et le cumul annuel moyen de précipitations est de 635,8 mm,. Pour l'avenir, les paramètres climatiques de la commune estimés pour 2050 selon différents scénarios d'émission de gaz à effet de serre sont consultables sur un site dédié publié par Météo-France en novembre 2022.

#### Hameaux et écarts
Le village de Soyécourt est en réalité composé de trois entités : Soyécourt proprement dit situé au sud, sur les hauts de la commune, Marcelet groupé autour de l'église et de la mairie-école, ces deux parties sont aujourd'hui reliées par deux rues, et Wallieux, un hameau situé au nord. Il n'existe pas d'autre écart ou ferme isolée sur le territoire de la commune.

## Urbanisme

### Typologie
Au 1er janvier 2024, Soyécourt est catégorisée commune rurale à habitat dispersé, selon la nouvelle grille communale de densité à sept niveaux définie par l'Insee en 2022.
Elle est située hors unité urbaine et hors attraction des villes,.

### Occupation des sols
L'occupation des sols de la commune, telle qu'elle ressort de la base de données européenne d'occupation biophysique des sols Corine Land Cover (CLC), est marquée par l'importance des territoires agricoles (84,6 % en 2018), en diminution par rapport à 1990 (87,4 %). La répartition détaillée en 2018 est la suivante : 
terres arables (84,6 %), zones urbanisées (9 %), forêts (6,4 %). L'évolution de l'occupation des sols de la commune et de ses infrastructures peut être observée sur les différentes représentations cartographiques du territoire : la carte de Cassini (XVIIIe siècle), la carte d'état-major (1820-1866) et les cartes ou photos aériennes de l'IGN pour la période actuelle (1950 à aujourd'hui).

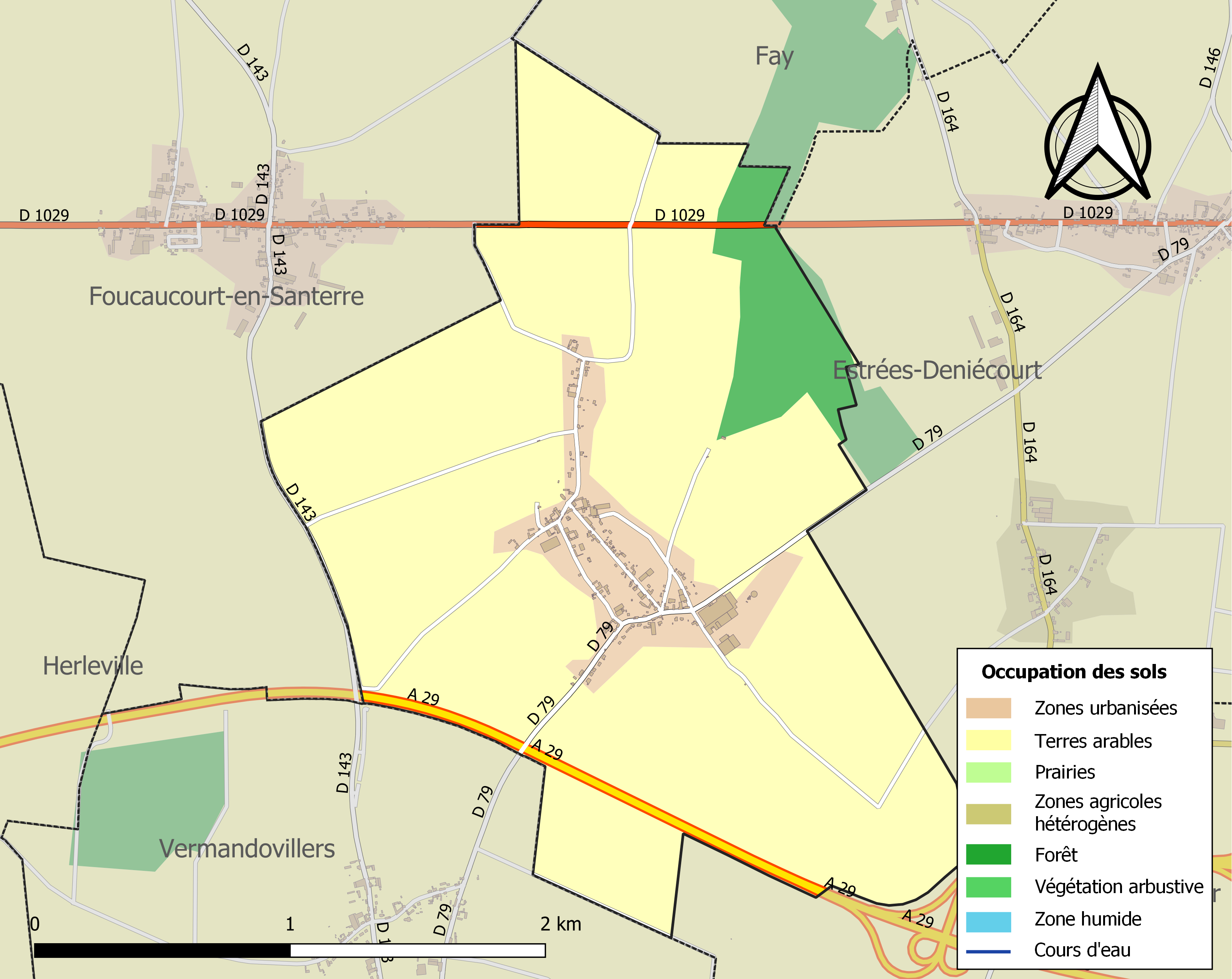
Carte des infrastructures et de l'occupation des sols de la commune en 2018 (CLC).

### Habitat
L'habitat est discontinu, les maisons individuelles sont le plus souvent séparées les unes des autres. Un aménagement paysagé a été réalisé en certains lieux de la commune : plantation d'arbres et arbustes, haies etc.

### Voies de communication et transports
La commune est traversée par l'autoroute A 29, au sud du territoire communal. Au nord de celui-ci passe l'ancienne RN 29 (actuelle RD 1029) qui relie Amiens à Saint-Quentin. Le village est situé entre ces deux infrastructures routières et est traversé par une route secondaire reliant Estrées-Deniécourt à Lihons.
La Gare TGV Haute-Picardie est située à 3 km de Soyécourt.
En 2019, la localité est desservie par les autocars du réseau inter-urbain Trans'80, Hauts-de-France (ligne no 59, Harbonnières - Péronne).

## Toponymie
On trouve dans les textes anciens plusieurs formes pour désigner Soyécourt : Soihecurt en 1106, Soiecort en 1293, Soiecourt en 1397. On trouve ensuite Saucourt puis Soyécourt.
Soyécourt est, selon toute vraisemblance, un terme de formation germano-romane. Le radical « court », dérive du terme latin Curtis désignant une cour de ferme, une ferme puis un village. Le préfixe « Soyé » serait dérivé du nom germanique d'un des propriétaires du lieu après les Invasions barbares des Ve siècle et VIe siècle. Selon l'abbé Decagny, l'origine du nom Soyécourt viendrait de la domination des Sohier ou Siger (vainqueur), branche cadette des comtes de Vermandois, qui parut avec éclat au XIe siècle.

## Histoire

### Moyen Âge
L'abbé Paul Decagny affirme que la plus ancienne mention du nom de la commune apparaît dans une bulle du pape Pascal II de 1106 qui confirme l'abbaye du Mont Saint-Quentin (près de Péronne) dans la possession de biens fonciers à Soihercurt (Soyécourt).
Il indique également l'existence à Soyécourt, au Moyen Âge, d'un hôpital ou d'une maladrerie dont la présence est encore avérée au XVIe siècle. Il précise que cet hôpital a été détruit sans en donner la date.

### Époque moderne
Sous Henri II, au XVIe siècle, François III de Soyécourt se distingua au siège de Metz (1552).
Les possessions de la famille de Soyécourt passèrent à la famille de Belleforière par mariage en 1581. Plusieurs de ses membres exercèrent de hautes fonctions royales. Antoine Maximilien de Belleforière, marquis de Soyécourt était gouverneur de la place-forte de Corbie en 1636. Il capitula devant la menace espagnole et dut fuir en Angleterre pour échapper à la peine de mort prononcée contre lui par la justice royale. La famille s'éteignit à la Révolution française avec l'exécution de Joachim Charles de Seiglière de Soyécourt et de sa fille aînée en 1794. Sa fille cadette, Camille de Soyécourt (1757-1849) entrée au Carmel en 1784 en fut chassée en 1792 à la suppression du clergé et des ordres réguliers. En 1797, ayant recouvré ses biens, elle parvint à restaurer le carmel de Paris. Aucun membre de la famille n'a jamais séjourné durablement à Soyécourt.
À la fin du XVIIIe siècle, on trouve le nom de Marcelet pour désigner la paroisse de Soyécourt.

### Époque contemporaine
Durant la guerre franco-allemande de 1870, Soyécourt dut subir de nombreuses réquisitions en nature. Plusieurs jeunes gens de la commune combattirent pendant l'Année terrible, deux d'entre eux périrent des suites des privations endurées.
Au tournant du XXe siècle, Soyécourt comptait trois moulins à vent, qui ont été détruits pendant la guerre. La meule de l'un d'eux, un moulin à huile, a été retrouvé dans un champ dans les années 1970, et est exposée près de l'église.

#### Première Guerre mondiale

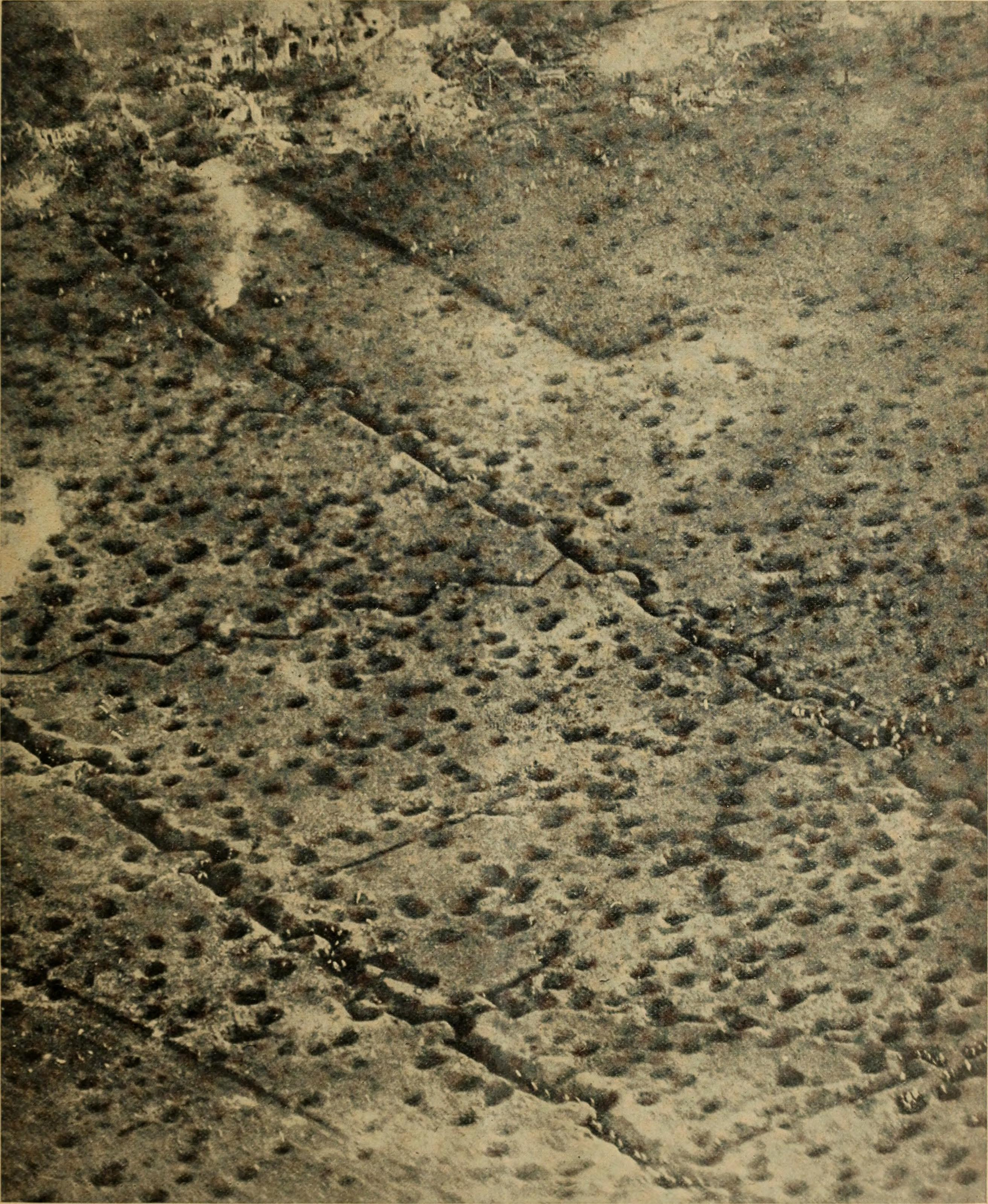
Photographie aérienne : Charge à la baïonnette, lors de la bataille de Soyécourt,
Après plusieurs jours de bombardements, les soldats français quittent leurs tranchées de l'arrière pour monter à l'attaque. Au loin, le village est en feu

Pendant la Première Guerre mondiale, Soyécourt et ses habitants subissent à plusieurs reprises la dureté des combats.
Dans la phase d'invasion en août 1914, la population est pour partie évacuée, pour partie déportée en Allemagne puis libérée en 1915.
Situé sur la ligne de Front, en 1916, pendant la bataille de la Somme, le bois de Soyécourt est repris par les Français, le 4 juillet, le village le 4 septembre. Une photo aérienne montre des fantassins français sortant des tranchées et montant à l'assaut entre les trous d'obus, le village étant en flammes.
En 1917, des prisonniers de guerre allemands dits « travailleurs forestiers » sont stationnés à Soyécourt sous la garde des Britanniques ; le 10 juin 1917, deux d'entre eux s'évadent, provoquant l'envoi de messages d'alerte aux unités de l'armée, comme le commandement d'étapes de Gravelines, jusqu'à leur capture le 16 juin.
Soyécourt subit à nouveau le feu de la guerre lors de l'offensive du Printemps de 1918 (bataille du Kaiser).
Le village a été entièrement détruit au cours du conflit,,,.
Soyécourt est décoré de la Croix de guerre 1914-1918 le 27 octobre 1920.

#### Entre-deux-guerres
Situé dans la zone rouge, le village ne devait pas être reconstruit parce que situé dans une région trop dévastée.
Cependant, Soyécourt est reconstruit dans les années 1920, d'abord par des baraquements puis des constructions définitives, sur la pression des habitants sinistrés, grâce entre autres au parrainage de la ville de Châtellerault (Vienne) et de l'île de Jersey,.

#### Seconde Guerre mondiale
Après la percée allemande à Sedan, le 17 mai 1940, les habitants de Soyécourt sont évacués par décision préfectorale.
Du 23 mai au 6 juin, lors de la Bataille de France, les troupes françaises retranchées dans le village résistent aux Allemands. L'ordre de repli est donné le 7 juin à 1 h 30 du matin. Vont suivre quatre longues années d'occupation.
Soyécourt est libérée par l'Armée américaine le 1er septembre 1944.

#### XXIesiècle
Le 3 septembre 2018, le bailli de Jersey, William Bailhache, à la tête d'une délégation de cette île anglo-normande, est venu à Soyécourt pour célébrer le centenaire de la fin de la Première Guerre mondiale. Après la guerre, l'île de Jersey avait octroyé à la commune de Soyécourt, la somme de 1 000 livres sterling (soit près de 47 000 € actuels) pour la reconstruction du village, choisi parmi 85 communes françaises détruites pendant la Grande Guerre.

## Politique et administration

### Rattachements administratifs et électoraux
La commune se trouve dans l'arrondissement de Péronne du département de la Somme. Pour l'élection des députés, elle fait partie depuis 1958 de la cinquième circonscription de la Somme.
Elle faisait partie depuis 1801 du canton de Chaulnes. Dans le cadre du redécoupage cantonal de 2014 en France, la commune est intégrée au canton de Ham.

### Intercommunalité
La commune était adhérente de la communauté de communes de Haute-Picardie créée en 1994 sous le nom de Communauté de communes de Chaulnes et environs, et qui a pris sa dénomination de Communauté de communes de Haute-Picardie en 1999.
Dans le cadre des dispositions de la loi portant nouvelle organisation territoriale de la République du 7 août 2015, qui prévoit que les établissements publics de coopération intercommunale (EPCI) à fiscalité propre doivent avoir un minimum de 15 000 habitants, la préfète de la Somme propose en octobre 2015 un projet de nouveau schéma départemental de coopération intercommunale (SDCI) qui prévoit la réduction de 28 à 16 du nombre des intercommunalités à fiscalité propre du département.
Le projet préfectoral prévoit la « fusion des communautés de communes de Haute Picardie et du Santerre », le nouvel ensemble de 17 954 habitants regroupant 46 communes,,. À la suite de l'avis favorable de la commission départementale de coopération intercommunale en janvier 2016, la préfecture sollicite l'avis formel des conseils municipaux et communautaires concernés en vue de la mise en œuvre de la fusion le 1er janvier 2017.
Cette procédure aboutit à la création au 1er janvier 2017 de la communauté de communes Terre de Picardie, dont la commune est désormais membre.

### Liste des maires
| Période                                  | Période                      | Identité         | Étiquette                    | Qualité |
| ---------------------------------------- | ---------------------------- | ---------------- | ---------------------------- | --- |
| Les données manquantes sont à compléter. |                              |                  |                              | |
|                                          | 1930                         | Alfred Cavel     |                              | |
| 1930                                     | 1953                         | Marcel Maille    |                              | |
| 1953                                     | mars 1963                    | Albert Taverne   |                              | |
| mars 1963                                | novembre 1973                | Pierre Maille    | M.R.P. puis Centre démocrate | Agriculteur Conseiller général de Chaulnes (1964 → 1970) Sénateur de la Somme (1966 → 1973)                                                       |
| 1973                                     | mars 2001                    | Gervais François | DVD                          | Agriculteur |
| mars 2001                                | En cours (au 8 octobre 2020) | Luc Maille       | DVD                          | Membre du bureau de la CC de Haute-Picardie (2014 → 2016) Vice-président de la CC Terre de Picardie (2017 → 2020) Réélu pour le mandat 2020-2026, |

### Distinctions et labels
Depuis ces dernières années, un effort d'embellissement du village a été fait : trottoirs, fleurissement, aménagement des abords de l'église… La commune a obtenu sa première fleur au concours des villes et villages fleuris en 2013. En 2020, elle en compte deux.

## Population et société

### Démographie
L'évolution du nombre d'habitants est connue à travers les recensements de la population effectués dans la commune depuis 1793. Pour les communes de moins de 10 000 habitants, une enquête de recensement portant sur toute la population est réalisée tous les cinq ans, les populations de référence des années intermédiaires étant quant à elles estimées par interpolation ou extrapolation. Pour la commune, le premier recensement exhaustif entrant dans le cadre du nouveau dispositif a été réalisé en 2008.

En 2022, la commune comptait 189 habitants, en évolution de +8 % par rapport à 2016 (Somme : −1,26 %, France hors Mayotte : +2,11 %).
| 1793 | 1800 | 1806 | 1821 | 1831 | 1836 | 1841 | 1846 | 1851 |
| ---- | ---- | ---- | ---- | ---- | ---- | ---- | ---- | ---- |
| 512  | 498  | 557  | 556  | 580  | 565  | 565  | 546  | 529  |

| 1856 | 1861 | 1866 | 1872 | 1876 | 1881 | 1886 | 1891 | 1896 |
| ---- | ---- | ---- | ---- | ---- | ---- | ---- | ---- | ---- |
| 501  | 480  | 440  | 425  | 418  | 411  | 377  | 370  | 355  |

| 1901 | 1906 | 1911 | 1921 | 1926 | 1931 | 1936 | 1946 | 1954 |
| ---- | ---- | ---- | ---- | ---- | ---- | ---- | ---- | ---- |
| 356  | 336  | 320  | 157  | 189  | 208  | 205  | 203  | 214  |

| 1962 | 1968 | 1975 | 1982 | 1990 | 1999 | 2006 | 2008 | 2013 |
| ---- | ---- | ---- | ---- | ---- | ---- | ---- | ---- | ---- |
| 213  | 191  | 150  | 169  | 185  | 204  | 192  | 188  | 169  |

| 2018 | 2022 | - | - | - | - | - | - | - |
| ---- | ---- | - | - | - | - | - | - | - |
| 189  | 189  | - | - | - | - | - | - | - |

### Enseignement
La commune possède une école primaire avec une seule classe qui fait partie d'un regroupement pédagogique intercommunal.

## Économie
L'activité principale de Soyécourt reste l'agriculture et l'agro-industrie. À la culture de plein champ (céréales, betterave à sucre, pomme de terre, légumes, colza, et parfois waide) s'est ajoutée une endiverie qui est devenue le premier employeur de la commune, avec environ 150 salariés en 2020.
Il n'y a plus d'élevage laitier, mais un peu d'élevage bovin pour la viande perdure. On peut voir aussi des chevaux dans les pâtures.
Une entreprise de bâtiment-travaux publics créée en 1957 complète ces activités économiques.
Il n'y a plus aucun commerce dans la commune et le seul service non marchand est l'école primaire composée d'une seule classe.

## Culture locale et patrimoine

### Lieux et monuments

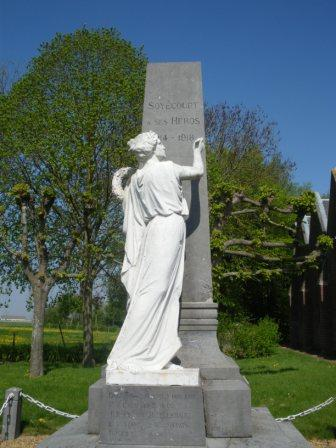
le monument aux morts.

- L'église Saint-Martial[51] a été détruite pendant la Première Guerre mondiale[52]. Reconstruite dans les années 1920, elle conserve cependant, en son sein, des fonts baptismaux du XIIe siècle  Classé MH (objet)[53],[54], taillés dans un monolithe d'un grain extrêmement dur. Aux quatre  coins, des colonnes dont les chapiteaux sont ornés de grappes de raisin soutiennent un vaste et profond bassin en forme de demi-sphère dont les parois sont décorées de palmes en relief sculptées[55]. L'église dispose de vitraux modernes, dont l'un consacré à son saint-patron. La voute au-dessus de l'autel est décorée d'un Christ[20]. 
Sur le parvis, se trouve la pierre tombale de l'abbé Dignocourt, curé de la paroisse qui fit restaurer l'église en 1842. 
Le clocher, détruit en 1940, fut reconstruit après la Seconde Guerre mondiale.

- Monument aux morts
Il représente une femme debout, en jupe longue (ou toge) inscrivant des noms. Ce type de motif est assez fréquent, on le retrouve, dans la Somme à Roisel… 
Le conseil municipal décida l'érection d'un monument aux morts le 8 décembre 1924. Il fut construit par l'entreprise Rombaux-Roland de Jeumont (Nord), le monument aux morts a été érigé grâce aux dons de la ville de Châtellerault et de l'île de Jersey en 1925. Les noms d'une quarantaine de régiments ou bataillons français tombés sur le sol de la commune y sont inscrits[56].
- Le bois de Wallieux est un site rattaché à l'historial de la Grande Guerre de Péronne. Il fait partie du circuit du Souvenir de la Première Guerre mondiale. Ce bois est resté marqué par les trous d'obus et les tunnels de la guerre. 
Le bois du souvenir est une propriété du département de la Somme qui l'a aménagé. Il a été inauguré en 1998 par Catherine Trautmann, alors ministre de la Culture. 
Cette même année, dans le Bois de Wallieux, a été placée une sculpture d'Ernest Pignon-Ernest intitulée « De l'autre côté des arbres ». C'est une allégorie de la destruction totale[20].

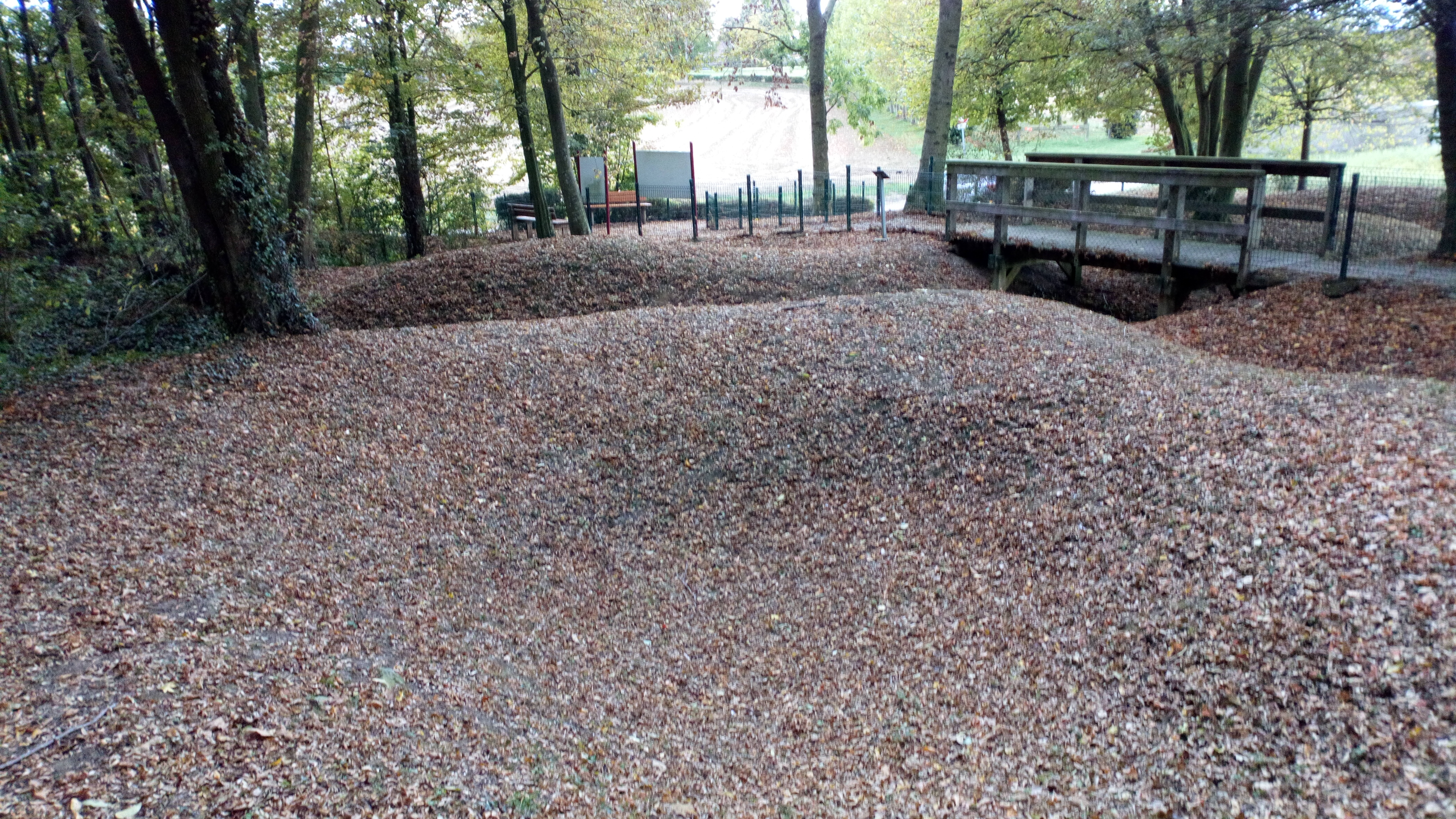
Le bois de Wallieux en 2018.

- Calvaires et oratoire : Soyécourt possède cinq autres monuments religieux en plus de l'église. Il s'agit de quatre calvaires et d'une toute petite chapelle mariale. Trois calvaires en fer forgé de style fréquent en Picardie sont situés aux entrées du village. L'un en direction de Vermandovillers, un en direction d'Amiens et un autre en direction d'Ablaincourt-Pressoir. Le quatrième est situé sur la route d'Estrées-Deniécourt au débouché de la rue Neuve. Imposant, en fonte, il représente Jésus sur la croix avec, à ses pieds, la Vierge Marie et Saint-Jean l'Evangéliste. Sur le socle massif, est inscrit : « Jubilé 1934 ». À l'extrémité ouest du hameau de Wallieux, un petit oratoire de briques de forme cubique et d'une grande sobriété, abrite une piéta polychrome. On peut y lire l'inscription « année mariale 1954 »[57].
- Meule de moulin, vestige de l'activité meunière du village disparue en 1914, a été retrouvée dans les années 1970 et a été replacée à proximité de l'église[58].

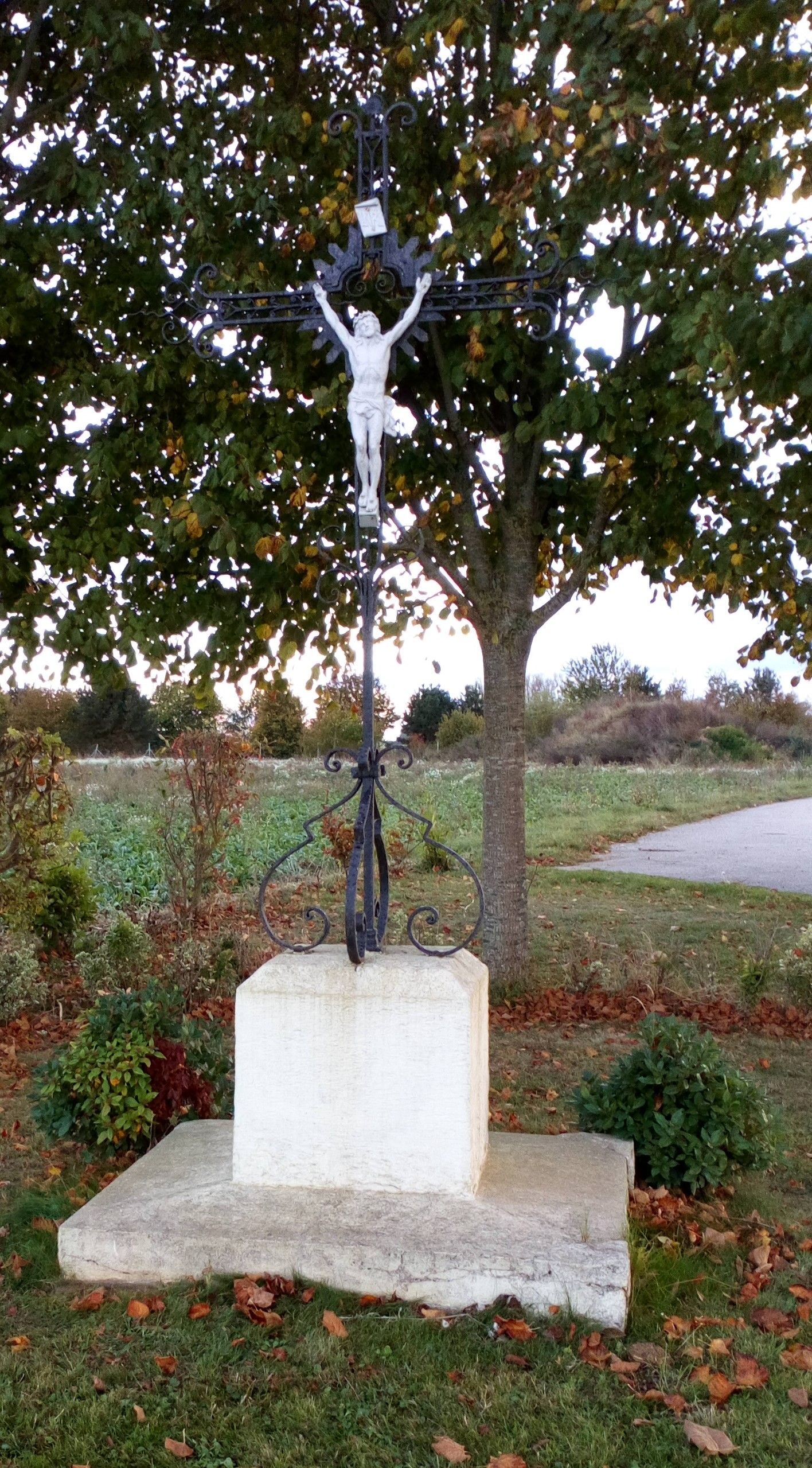
Calvaire route de Vermandovillers.
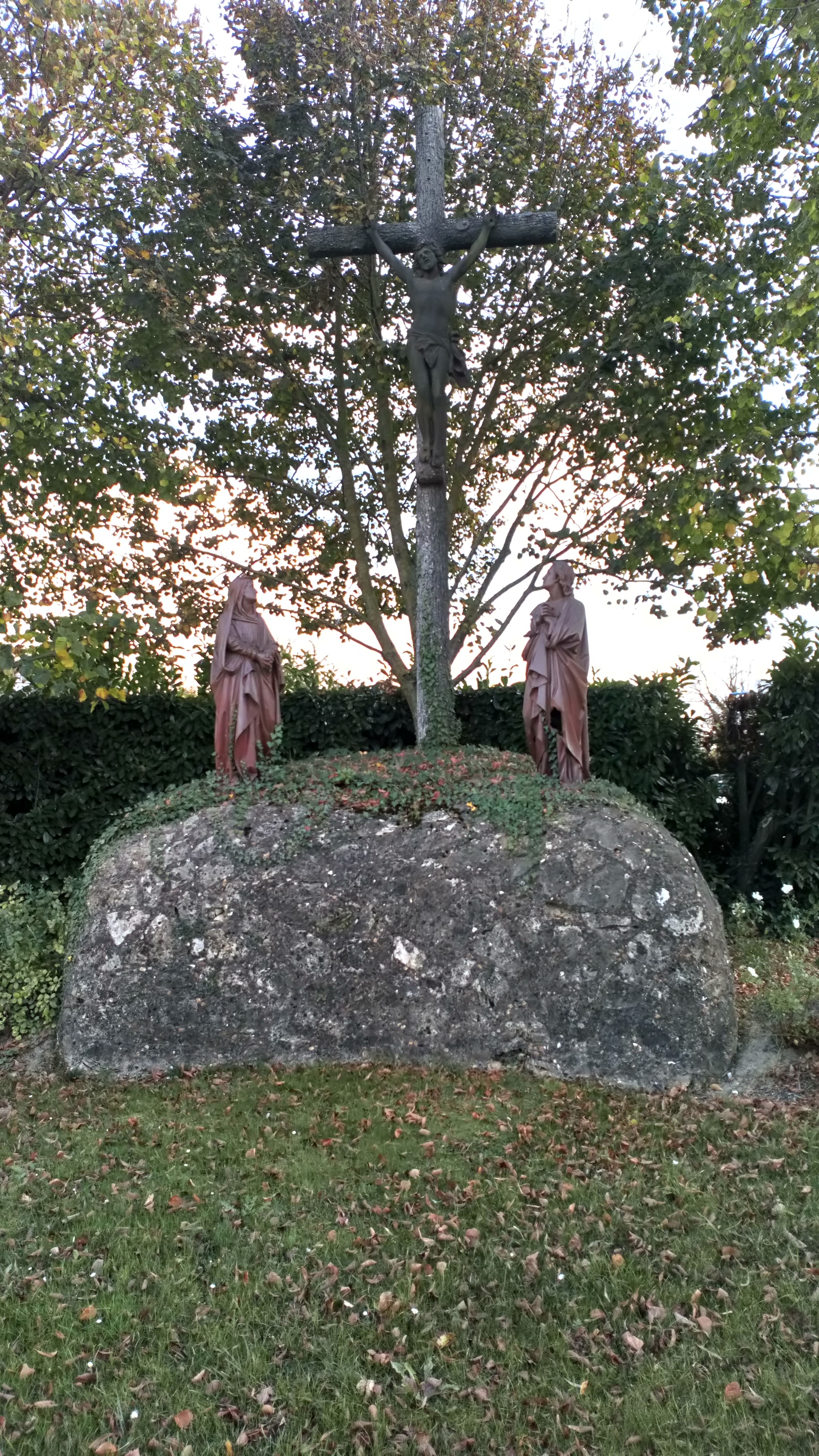
Calvaire "Jubilé 1934".
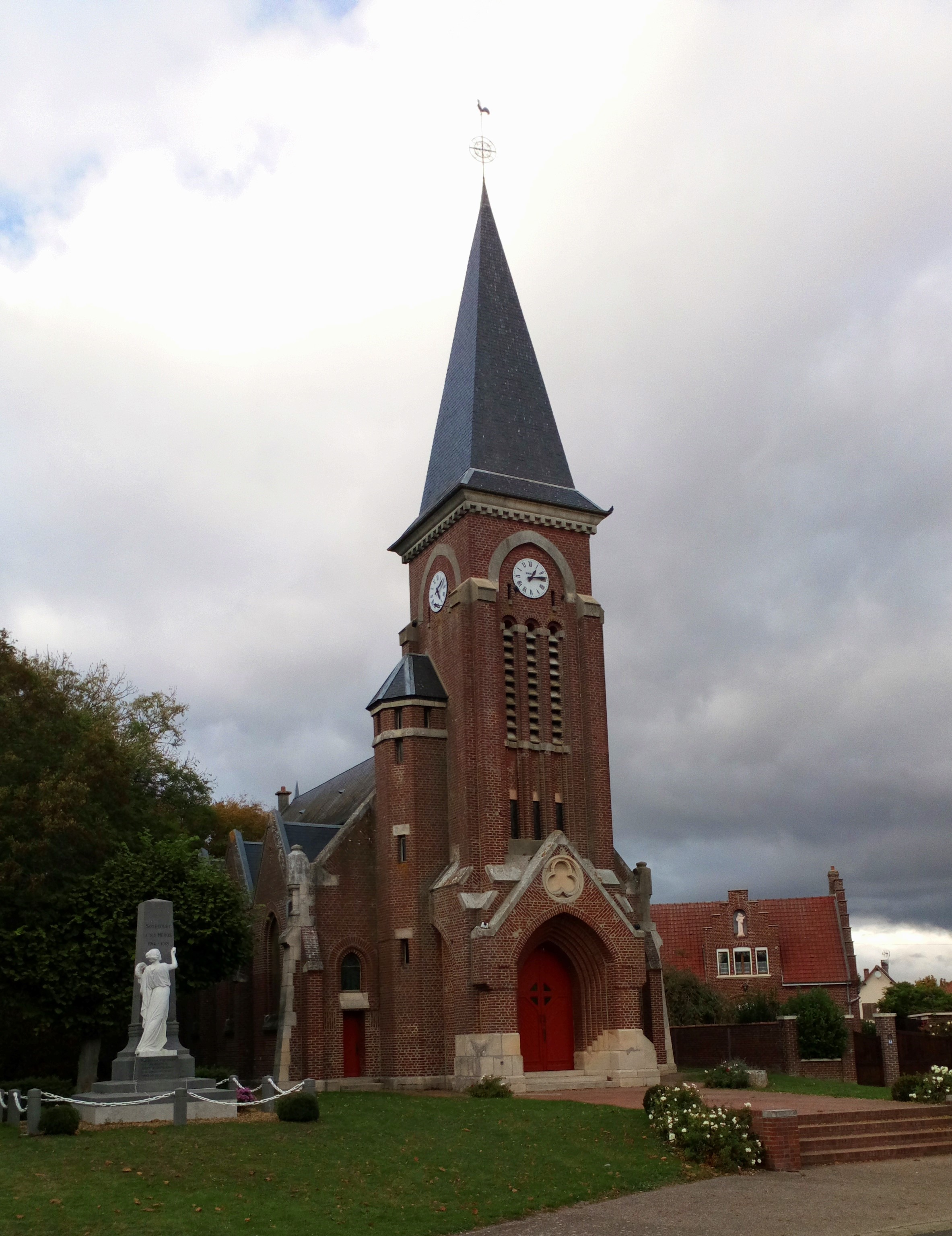
Église Saint-Martial.
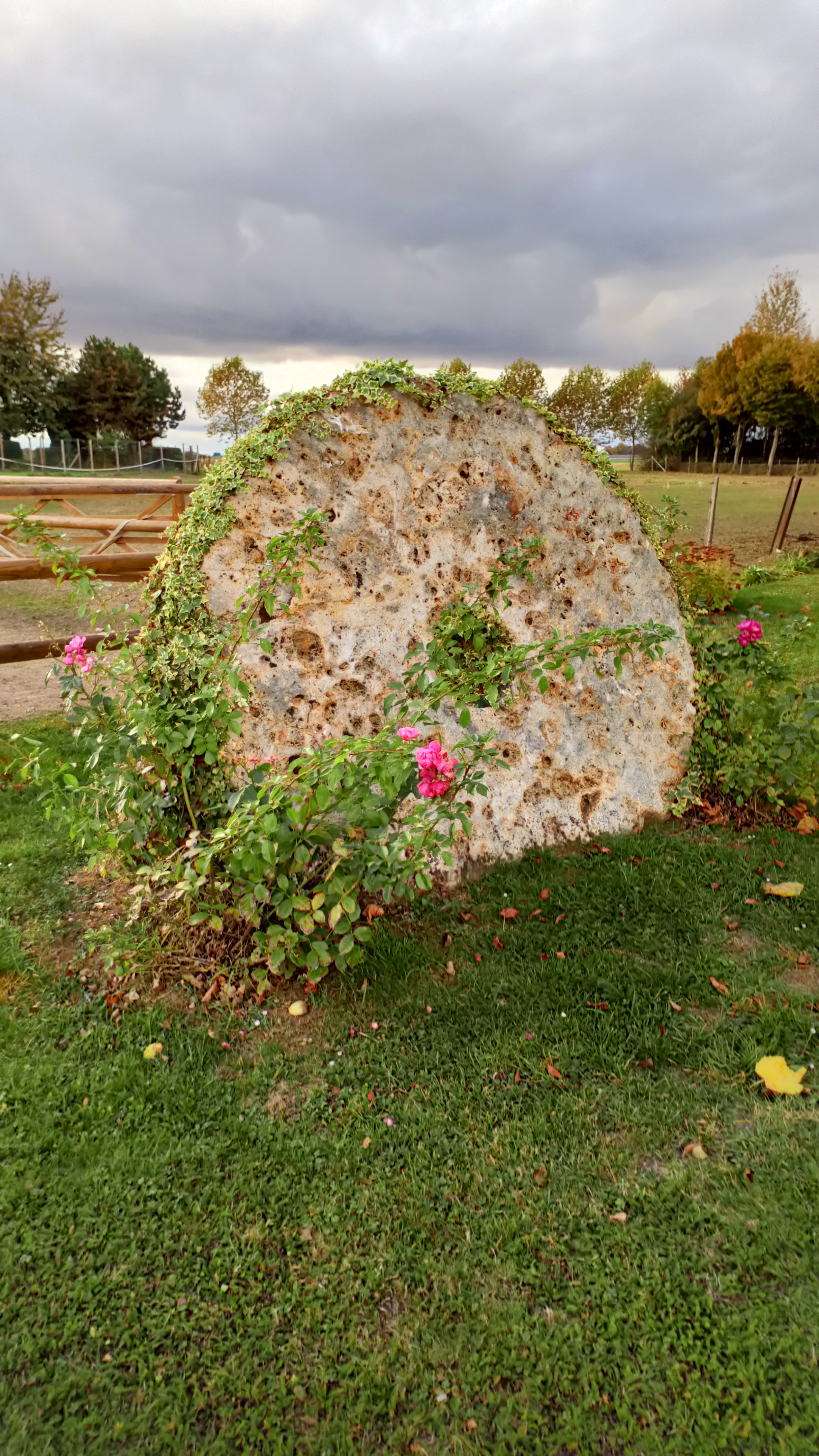
Meule d'ancien moulin.
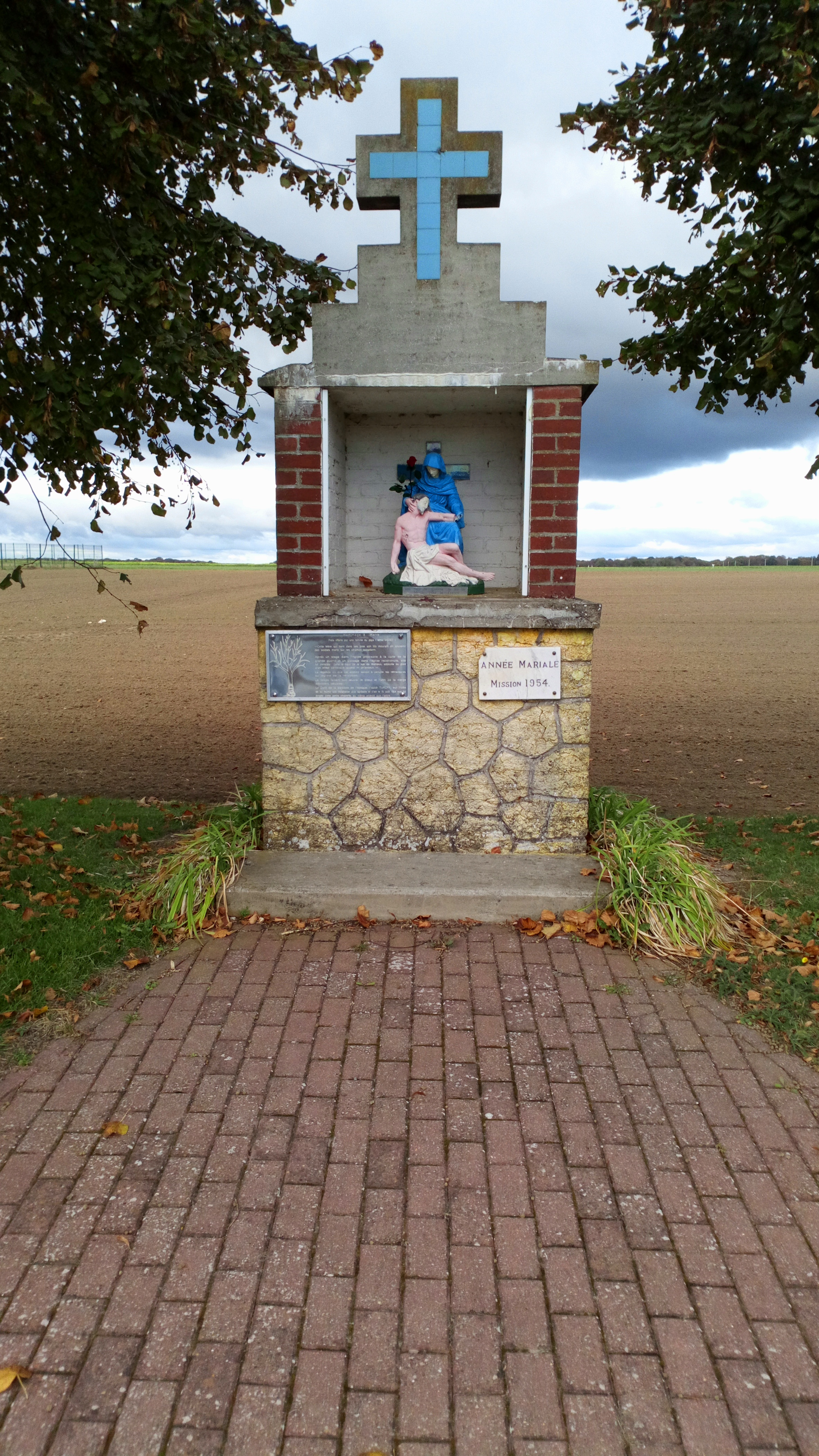
Oratoire marial.
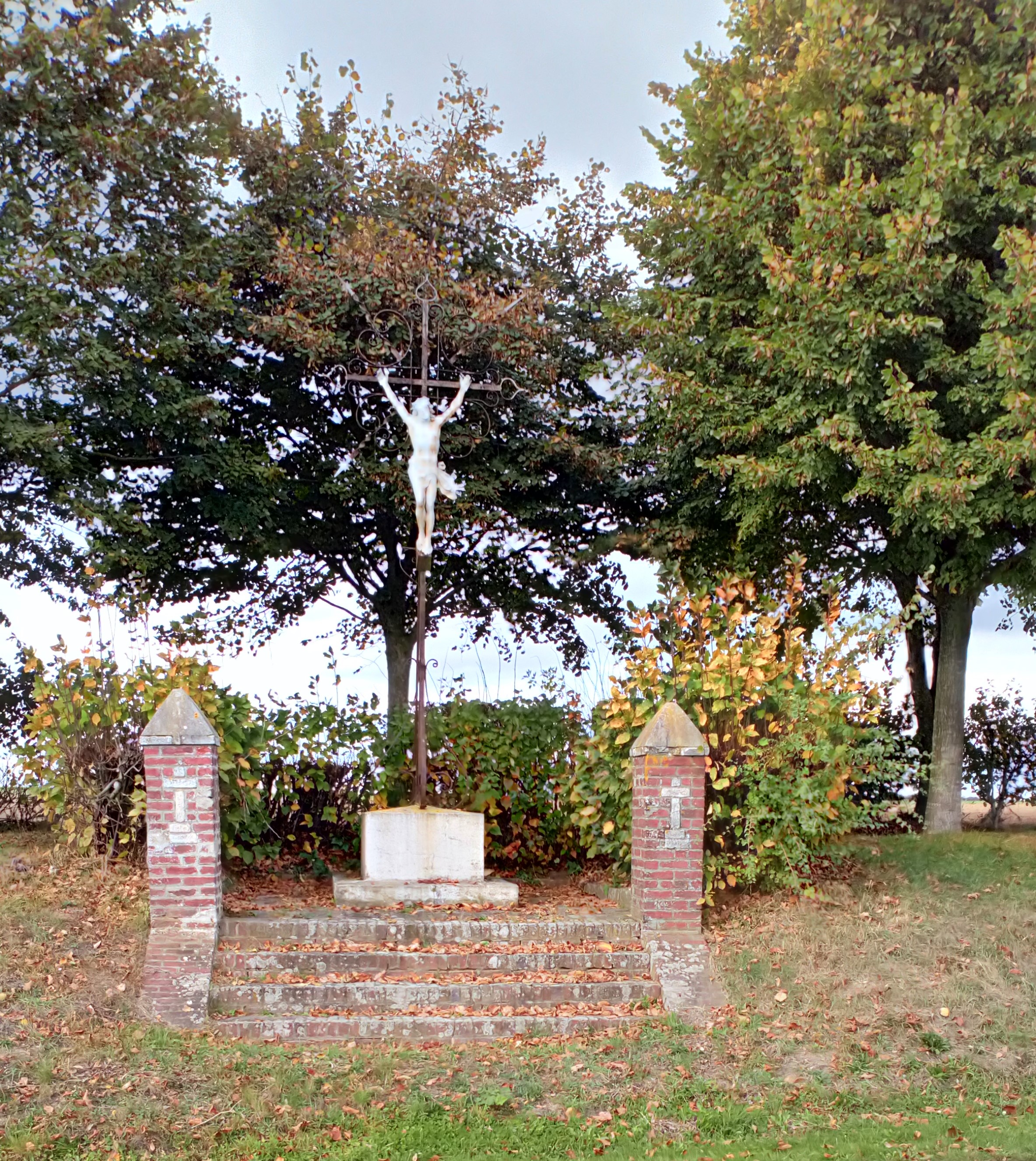
Calvaire route d'Amiens.

### Monuments disparus
- Un menhir couché et enfoui avait été découvert fortuitement à la fin du XIXe siècle, situé à proximité de la route Amiens-Saint-Quentin. Il a disparu, victime des combats de la Grande Guerre[59].
- Le château : une photo des archives départementales de la Somme de la fin du XIXe siècle ou du début du XXe siècle représente ce qui restait du château de Soyécourt, une tour en pierre de taille, de style médiéval, avec un toit en poivrière à laquelle était accolé un bâtiment d'habitation sur un seul niveau, lui aussi en pierre. Tout cela a été détruit pendant la Première Guerre mondiale, sauf un pan de mur, près de l'endiverie[20].

### Personnalités liées à la commune

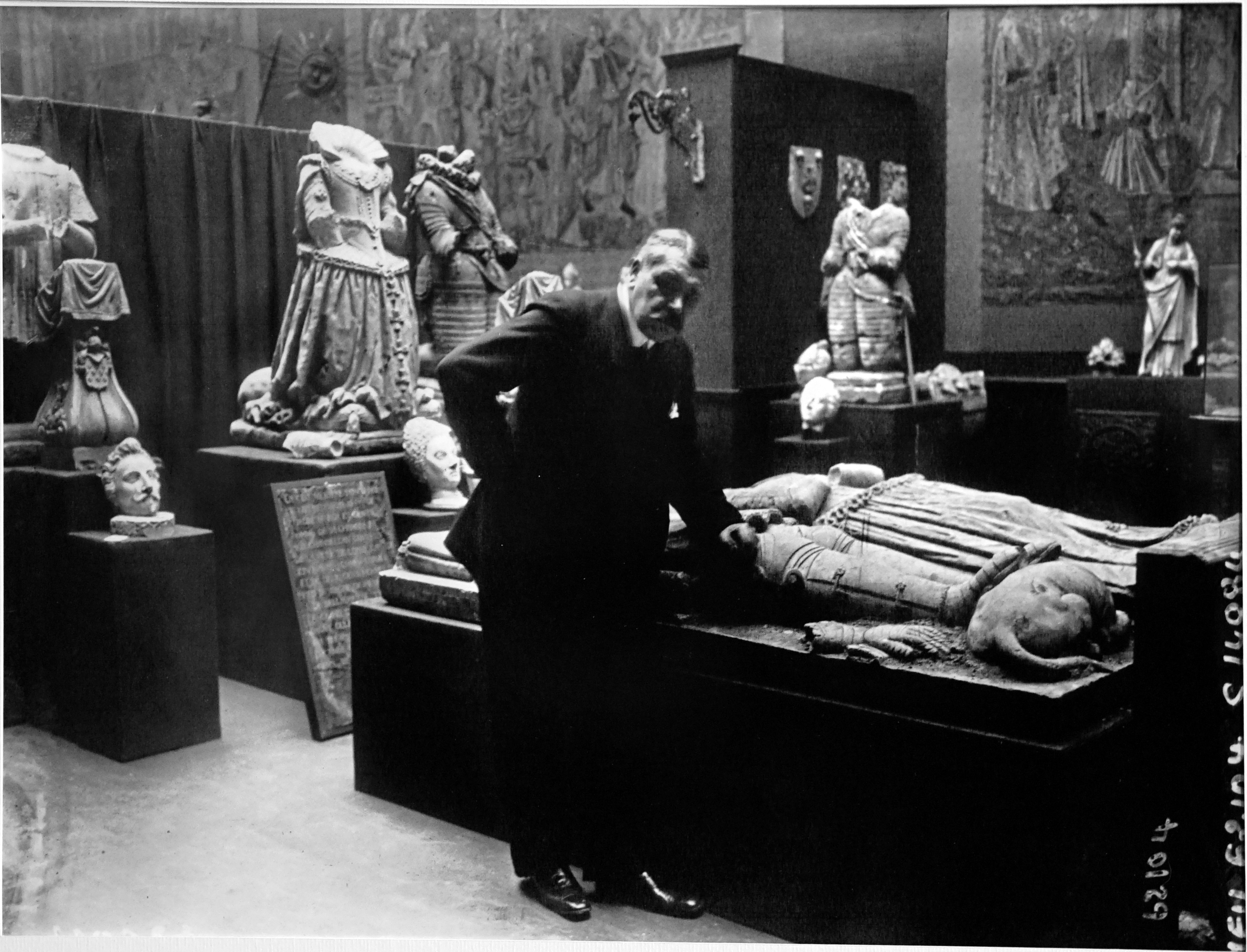
Paul Ginisty devant les seigneurs de Soyécourt au Petit-Palais.

- La famille de Soyécourt était l'une des plus anciennes de la noblesse française. Au XIVe siècle, Gilles Ier de Soyécourt, chevalier banneret fut Grand-Échanson de France, en 1328. Il trouva la mort à la bataille de Crécy en 1346. Au XVe siècle, Gilles III de Soyécourt (1385-1437), sous Charles VII, fut parmi ceux qui boutèrent les Anglais hors du royaume. Sous Louis XI, les Bourguignons de Charles Le Téméraire détruisirent le château de Soyécourt en 1472.
Les statues tombales agenouillées de la famille de Soyecourt, provenant de la chapelle du château de Tilloloy, ont été exposées en 1916 au Petit Palais, transformé en  musée des Atrocités allemandes[60].

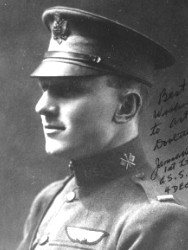
James Alfred Keating.

- Auguste Trimbalet (1867-1929) : nommé curé de Soyécourt en 1894, l'abbé Trimbalet nous a laissé un témoignage de premier ordre sur les civils du Santerre pendant la Grande Guerre. Pris comme otage à la fin août 1914, il fut déporté en Allemagne ainsi que d'autres habitants de Soyécourt dont le maire. Les Soyécourtois furent libérés en 1915 et dirigés vers la Suisse et le Sud de la France (Avignon et l'Ile-sur-la-Sorgue). Il a rédigé le récit de cette odyssée dans un ouvrage : De Soyécourt à Wittemberg ou l'invasion et la captivité, publié en 1916, à Amiens par l'imprimeur Yvert et Tellier[61]. Cet ouvrage a été réédité en Allemagne, en français et en allemand en 2009.

- James Alfred Keating, As de l'aviation américain lors de la Première guerre mondiale. Il s'est illustré à Falvy, Béthencourt-sur-Somme, Sergy, Marchélepot, Soyécourt, Ablaincourt-Pressoir.
- Pierre Maille : né le 13 décembre 1923 et mort le 16 novembre 1973 à Soyécourt. Fils d'agriculteur, membre de la Jeunesse agricole chrétienne (J.A.C.), il devint agriculteur lui-même et très actif dans le syndicalisme agricole. Il fonda et présida en 1949, le Cercle des Jeunes paysans et le Syndicat des migrations rurales. Il fut un responsable actif de l'Union départementale des coopératives agricoles et de la caisse régionale de Crédit agricole mutuel. Il prolongea son activité militante par un engagement politique au centre. Membre du Mouvement républicain populaire (M.R.P.), il adhéra ensuite au Centre démocrate de Jean Lecanuet, en 1965. Conseiller municipal en 1953, il devint maire de Soyécourt en 1963 et conseiller général du canton de Chaulnes en 1964. Il fut sénateur de la Somme de 1966 à sa mort. Siégeant au groupe de l'Union centriste des démocrates de progrès, il fut membre de la commission des affaires sociales puis des affaires culturelles. Il vota en faveur de la loi Neuwirth qui autorisa la contraception en France et s'abstint lors du vote de la loi organisant les régions en 1972[40].

### Héraldique
|  | La commune a relevé les armes des anciens seigneur du lieu au Moyen Âge. Blasonnement : - D'argent fretté de gueules. Ornement extérieur : - Croix de guerre 1914-1918. |

## Pour approfondir